# Untranslated region
Con il termine Untranslated region (solitamente abbreviato con UTR) si indicano delle sequenze localizzate alle estremità 5' e 3' di un RNA messaggero (acido ribonucleico codificante per una proteina) che non vengono tradotte, sono denominate rispettivamente 5' UTR e 3' UTR. L'mRNA contiene anche altre regioni che non vengono tradotte, quali il 5' cap e la coda di poli-A in 3' (presenti negli eucarioti).

## 5' UTR
La 5' UTR (chiamata anche sequenza leader) inizia nel sito di inizio della trascrizione e finisce un nucleotide prima del sito di inizio della traduzione che è composto dalla sequenza AUG. Nei procarioti, solitamente contiene un sito di legame ribosomiale (RBS), anche nota come sequenza di Shine Dalgarno (AGGAGGU). Ha una lunghezza media di circa 150 nucleotidi negli eucarioti, ma può essere lunga diverse migliaia di basi. Alcuni virus e geni cellulari hanno insolite e lunghe regioni 5' UTR, che possono avere un impatto nell'espressione genica. In media, la 3' UTR tende ad essere due volte più lunga della 5' UTR. Nei procarioti la 5'UTR è solitamente più corta. Nella 5' UTR si possono trovare molte sequenze di regolazione che influenzano la stabilità dell'mRNA, la traduzione e l'esportazione.
Mutazioni di sequenze all'interno della 5' UTR nonché modifiche della lunghezza della 5' UTR sono stati implicati in varie malattie umane, come nella trombocitemia ereditaria.

## 3' UTR
La 3' UTR (chiamata anche sequenza trailer) è la regione dell' mRNA collocata a valle della CDS (sequenza codificante di un gene) e segue immediatamente il codone di terminazione di traduzione di un gene. La 3' UTR influenza la poliadenilazione, l'efficienza di traduzione,la localizzazione e la stabilità dell' mRNA. Essa contiene siti di legame per fattori regolatori come ad esempio per i microRNA (miRNA). Legandosi a siti specifici all'interno della 3' UTR (sequenze MRE), i miRNA possono ridurre l'espressione genica di diversi mRNA o inibire la traduzione o provocare direttamente la degradazione del trascritto. Molte 3' UTR contengono anche elementi ricchi di AU (ARE: segnale per la deadenilazione), a cui si legano proteine in modo da compromettere la stabilità o il tasso di decadimento dei trascritti in maniera localizzata o influenzare l'inizio della traduzione. Infatti il segnale per la deadenilazione (ARE) provoca una rapida diminuzione della lunghezza della coda di poli (A) portando alla formazione di mRNA con coda di poli (A) corta. Agli elementi ARE si legano delle proteine, le cosiddette ARE-binding proteins (ARE-BPs) che in risposta a diversi segnali intracellulari ed extracellulari, possono promuovere la degradazione dell' mRNA, incidere sulla stabilità dell'mRNA, o attivare la traduzione. Questo meccanismo di regolazione genica è coinvolto nella crescita cellulare, differenziazione cellulare, e adattamento agli stimoli esterni. Esso agisce pertanto su: trascritti codificanti per citochine, fattori di crescita, soppressori tumorali, protooncogeni, cicline, enzimi, fattori di trascrizione, recettori, e proteine di membrana. Inoltre, la 3' UTR contiene la sequenza del segnale di poliadenilazione AAUAAA (si trova a valle di ARE) che aggiunge diverse centinaia di residui di adenina alla fine dell' mRNA trascritto formando la coda di poli (A). Le poli (A) binding proteins (PABPs) si legano alla coda di poli (A), con conseguente regolazione sulla traduzione dell' mRNA, stabilità ed esportazione. La presenza di una coda di poli (A) aiuta di solito l'attivazione della traduzione, mentre l'assenza o la rimozione di un poli (A) spesso porta a degradazione dell' mRNA. Oltre alle sequenze all'interno della 3' UTR, le caratteristiche fisiche della regione, compresa la sua lunghezza e la struttura secondaria, contribuiscono alla regolazione della traduzione. Nel genoma dei mammiferi esiste una notevole variazione nella lunghezza della 3' UTR. Questa regione del trascritto di mRNA può variare da 60 a circa 4000 nucleotidi. La lunghezza media della 3' UTR nell'uomo è di circa 800 nucleotidi, mentre la lunghezza media della 5' UTR è solo di circa 200 nucleotidi. In generale, maggiore è la 3' UTR e più è probabile che siano osservati livelli più bassi di espressione. Questo perché le 3' UTR più lunghe potenzialmente possiedono più siti miRNA che hanno la capacità di inibire la traduzione. La deregolazione di ARE-binding proteins (AUBPs) dovuta a mutazioni delle regioni ricche in AU, possono portare a malattie tra cui tumorigenesi (cancro), ematopoiesi, e leucemogenesi. Un numero esteso del trinucleotide (CTG) ripetuto nella 3' UTR di un gene cAMP-dipendente proteina chinasi (DMPK) causa la distrofia miotonica. Gli elementi nella 3' UTR sono stati inoltre collegati a leucemia mieloide acuta, α-talassemia, neuroblastoma, cheratinopatia, aniridia, IPEX, e malattie cardiache congenite. Nonostante tutto, rimangono ancora misteri relativi alla comprensione della 3' UTR, poiché gli mRNA di solito contengono diversi fattori di controllo sovrapposti ed è spesso difficile specificare l'identità e la funzione di ogni elemento della 3' UTR.

### Ulteriori letture
- Mazumder B, Seshadri V, Fox PL (2003). "Translational control by the 3'-UTR: the ends specify the means". Trends in Biochemical Sciences 28 (2): 91–8. doi:10.1016/S0968-0004(03)00002-1. PMID 12575997.